# اغاج اماميغاري
اکبر ایمانی (21 مارس 1992 ببارس أباد في إيران - ) هو لاعب كرة قدم إيراني في مركز الوسط. شارك مع منتخب إيران تحت 17 سنة لكرة القدم ومنتخب إيران تحت 20 سنة لكرة القدم ومنتخب إيران تحت 23 سنة لكرة القدم. أما مع النوادي، فقد لعب مع نادي ذوب آهن أصفهان ونادي سباهان أصفهان ونادي فولاد خوزستان.

## روابط خارجية
- اغاج اماميغاري على موقع قاعدة بيانات كرة القدم.إي يو (الإنجليزية)
- اغاج اماميغاري على موقع Soccerway.com (الإنجليزية)